# Villa Pelosio

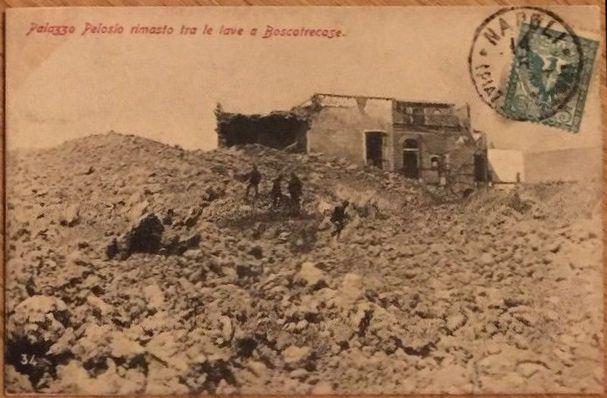
La Villa subito dopo l'eruzione del Vesuvio del 1906

Villa Pelosio, appartenuta alla famiglia omonima, una delle antiche famiglie nobili del paese, è un edificio storico di Boscotrecase, sito in Via Luigi Iorio.
La sua costruzione risale al Seicento ed oggi risulta essere inserita, tra le architetture civili, nel patrimonio monumentale del paese.
Nel 1906 fu danneggiata a seguito dell'eruzione del Vesuvio.
Nei primi decenni del '900 apparteneva a Giuseppe Pelosio (1853-1953?), importante giornalista del Mattino di Napoli, il quale sposo' Giovanna Grizzuti (1858-?) ed ebbe come figli Lidia, Leopoldo, Luigi, Giacinta e Antonio (1893-?); quest'ultimo, a sua volta, sposò
Olga Sorrentino, nipote di Prospero Sorrentino dalla quale ebbe cinque figli tra cui Giovanna, la quale poi sposò Giuditto Miele.
La sorella di Giuseppe Pelosio, Enrichetta, sposò invece il tenente colonnello Casella, proprietario di Palazzo Casella, altro edificio storico del paese, trasferendosi a vivere lì.
L'edificio, ad oggi in mediocre stato di conservazione, è stato inserito nel 2000-2002 nell'inventario e vulnerabilità del patrimonio monumentale dei parchi dell'Italia centro-meridionale e meridionale, redatto dall'I.N.G.V., dal Dipartimento della Protezione Civile e dalla Facoltà di Ingegneria dell'Università degli Studi di Genova.